# 菲桑
菲桑（法語：Fixin，法語發音：[fisɛ̃]）是法国科多尔省的一个市镇，属于第戎区。

## 地名
该地名“Fixin”发音为[fisɛ̃]，字母“x”发音为[s]而非[ks]，《世界地名翻译大辞典》与《世界地名译名词典》将其误译作“菲克桑”。

## 地理
菲桑（47°14'44"N, 4°58'22"E）面积10.12 平方千米，位于法国勃艮第-弗朗什-孔泰大區科多尔省，该省份为法国中东部省份，北起奥布省，西接涅夫勒省和约讷省，南至索恩-卢瓦尔省，东南接汝拉省，东临上索恩省，东北部与上马恩省接壤。
与菲桑接壤的市镇（或旧市镇、城区）包括：库谢、布罗雄、热夫雷尚贝坦、费奈、佩里尼莱第戎、瓦尔福雷。
菲桑的时区为UTC+01:00、UTC+02:00（夏令时）。

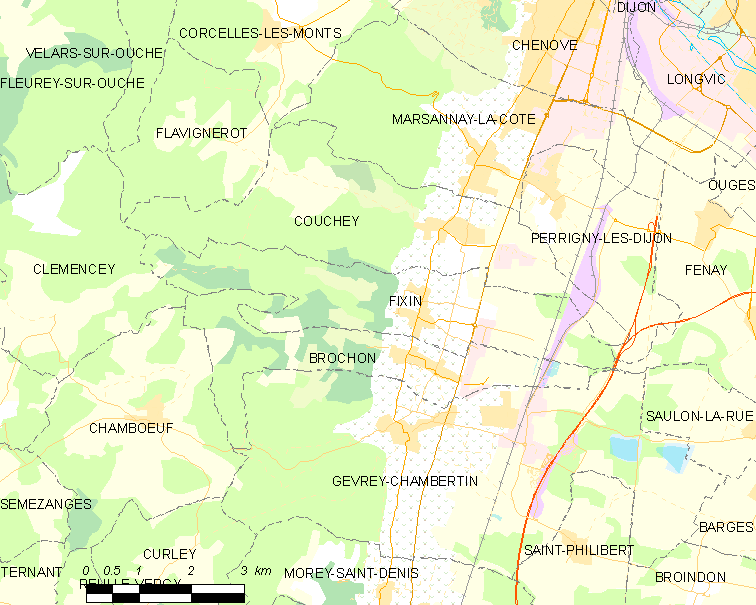
菲桑的OSM定位图

## 行政
菲桑的邮政编码为21220，INSEE市镇编码为21265。

## 政治
菲桑所属的省级选区为隆维县。

## 人口

1962-2008年间菲桑人口变化图示

菲桑于2022年1月1日时的人口数量为717人。